# Horace (Dakota du Nord)
Pour les articles homonymes, voir Horace (homonymie).
La ville américaine de Horace est située dans le comté de Cass, dans l’État du Dakota du Nord. Lors du recensement de 2010, sa population s’élevait à 2 430 habitants.

## Histoire
Horace a été fondée en 1882.

## Démographie
| 1950 | 1960 | 1970 | 1980 | 1990 | 2000 |
| ---- | ---- | ---- | ---- | ---- | ---- |
| 190  | 178  | 276  | 494  | 662  | 915  |

| 2010  | - | - | - | - | - |
| ----- | - | - | - | - | - |
| 2 430 | - | - | - | - | - |

## Source
- (en) Cet article est partiellement ou en totalité issu de l’article de Wikipédia en anglais intitulé « Horace, North Dakota » (voir la liste des auteurs).